# Stabspiel
Stabspiele, auch Malletinstrumente (von englisch mallet, „Schlägel“), sind mehrtönige gestimmte Aufschlagidiophone, die aus mehreren Aufschlagstäben bestehen und zu den Schlaginstrumenten und Melodieinstrumenten zählen. Gespielt werden sie mit bis zu vier Schlägeln mit einem Kern aus Kork, Holz, Metall oder Kunststoff, der bei manchen mit Faden umwickelt ist. Der Tonumfang ist bei größeren Instrumenten nahe dem des Klaviers, auch kann die Anordnung der Platten wie eine Klaviatur aussehen. Manche Stabspiele werden in Orchestern häufig als Solo- oder Begleitstimmen eingesetzt. Zu den Stabspielen gehören:
- Stabspiele mit Holzklangstäben (Xylophone):
  - Balafon
  - Dendrophon
  - Kakalo'uta
  - Marimba
  - Mendzan
  - Timbila
  - Xylorimba
  - Txalaparta

- Stabspiele mit Metallklangstäben (Metallophone):
  - Celesta, Stahlplattenklavier
  - Fangxiang
  - Gendèr
  - Glockenspiel
  - Jegogan
  - Jublag
  - Kulintang a Tiniok (sarunay)
  - Lyra
  - Ranat
  - Roneat
  - Saron
  - Slenthem
  - Ugal
  - Vibraphon

- Stabspiele mit Klangplatten aus Stein heißen Lithophone.
- Stabspiele mit Klangplatten aus Glas wurden unter dem Namen Aquarion neu eingeführt.

- Keine Stabspiele und keine Melodieinstrumente, weil nur aus einem einzelnen Klangstab (Schlagbrett) bestehend, sind:
  - Hillebille
  - Klabeklis
  - Semantron

- Keine Stabspiele, aber Aufschlagidiophone wie Glocken und Gongs, die Melodieinstrumenten sind:
  - Bell tree, schalenförmige Glocken
  - Crotales, waagrechte Metallscheiben
  - Röhrenglocken, Metallröhren
  - Srimandal, senkrechte Metallscheiben